# 李一 (企业家)
李一（1961年—），男，蒙古族，中华人民共和国企业家，第十三届全国政协委员、欧美同学会副会长。

## 生平
1976年，15岁的李一离开家乡，进入体校，成为专业运动员。后入选陕西省足球队，于1980年离开。进入大学后，李一获得中国政法大学法律学士学位以及北京体育大学学士学位。曾任中华全国学生联合会副主席与北京市学生联合会副秘书长。后又进入美国宾夕法尼亚大学留学，获沃顿商学院MBA学位。
1992年获得沃顿商学院MBA学位后，李一曾在纽约花旗集团工作。1999年年底回国，出任国通证券有限责任公司（后改名招商证券）执行副总裁。2001年，任招商局国际有限公司执行董事及董事总经理。2005年，瑞银中国区主席兼总裁，以及瑞银证券有限公司董事长。2014年2月21日，欧美同学会·中国留学人员联谊会第七届理事会第一次会议召开，选举其出任第七届理事会副会长。
2014年10月，任摩根大通中国区主席兼首席执行官，以及摩根大通中国区管理委员会主席。2015年4月，任摩根大通银行(中国)有限公司董事长。2018年，当选第十三届全国政协委员，组别为经济界。3月中旬，成为全国政协外事委员会委员。
2018年5月，李一升任摩根大通全球银行副主席。2019年9月，李一成为中国大陆首家新设外资控股合资证券公司——摩根大通证券(中国)有限公司董事长。2020年8月，开始担任执行中國生物製藥董事及首席执行长。为此，中國生物製藥需要以现金和实物向李一支付700万美元的年薪，以及200万美元现金的入职奖励。
2021年1月22日，第八届欧美同学会（中国留学人员联谊会）第一次全国会员代表大会召开，大会选举其担任第八届理事会副会长。